# محي الدين بعيون
محي الدين بن محمد بعيون (1868 ـ 1934) مطرب شامي

## حياته ونشأته
من مواليد بيروت، أشتهر بغناءه للموشحات والمواويل وإلقاء القصائد الشعرية.

## نشأته وحياته
ولد في مدينة بيروت سنة 1868م حصل على شهادة الابتدائية الرشيدية ثم أنتقل لعالم الفن والشعر وتلقى الفن عن فناني عصره، فكان عازفاً بارعاً بآلتي العود والبزق، اشتهر بالغناء البلدي والمواويل من اللون الإبراهيمي والشرقاوي والمصري والبغدادي.
سافر إلى مصر مرتين وإلى العراق وحلب وأقام فيها مدة طويلة يشتغل في مسارحها وكان الإقبال على سماعه عظيماً، واجتمع بأشهر الفنانين فكان فنه قبلة الأنظار، وحفظ الفنانون المحترفون والهاوون قصائده الجميلة ولاقت رواجاً كبيراً في الأوساط العربية.

## مرضه ووفاته
أصيب بالزلال السكري وعانى من الآلام النفسية وتوفي في الثلاثين من شهر يوليو/تموز عام 1934م عن عمر يناهز 66 عاماً.